# Federation of European Ski & Snowboard Associations
Die Federation of European Ski- and Snowboard Associations (FESA) (bis 2023 Organisation der Alpenländer-Skiverbände, kurz: OPA) ist eine Organisation von 18 europäischen Skiverbänden, die in Zusammenarbeit mit der Fédération Internationale de Ski und den nationalen Skiverbänden Wettbewerbe/Wettkampfserien im Wintersport ausrichtet. Gegründet wurde die Organisation im Jahr 1972 und bestand anfangs aus nationalen Skiverbänden aus dem Alpenraum. Seit 2018 ist die Organisation mit Sitz in Planegg ein eingetragener Verein und wurde im Oktober 2023 nach einer Erweiterung mit nationalen Skiverbänden aus nicht Alpenländern in "Federation of European Ski- and Snowboard Associations" (kurz FESA) umbenannt. Die wichtigste Wettkampfserie ist dabei der Skilanglauf FESA Cup (Alpen Cup), der als FIS Continental Cup für die FESA-Mitglieder und somit wichtigste Wettkampfserie nach dem Skilanglauf-Weltcup ausgetragen wird.

## Mitgliedsverbände
Die FESA hat derzeit 18 Mitgliedsverbände.
| Land          | Verband                                       | Kürzel | Sitz             |
| ------------- | --------------------------------------------- | ------ | ---------------- |
| Andorra       | Federació Andorrana d'Esquí                   | FAE    | Andorra la Vella |
| Dänemark      | Danmarks Skiforbund                           | DSkiF  | Brøndby          |
| Deutschland   | Deutscher Skiverband                          | DSV    | Planegg          |
| Estland       | Eesti Suusaliit                               |        | Tallinn          |
| Finnland      | Suomen Hiihtoliitto                           | SHL    | Helsinki         |
| Frankreich    | Fédération Française de Ski                   | FFS    | Annecy           |
| Italien       | Federazione Italiana Sport Invernali          | FISI   | Mailand          |
| Kroatien      | Hrvatski Skijaški Savez                       | CROSKI | Zagreb           |
| Liechtenstein | Liechtensteinischer Skiverband                | LSV    | Schaan           |
| Norwegen      | Norges Skiforbund                             | NSF    | Oslo             |
| Österreich    | Österreichischer Skiverband                   | ÖSV    | Innsbruck        |
| Polen         | Polski Związek Narciarski                     | PZN    | Krakau           |
| Schweiz       | Swiss-Ski                                     |        | Muri bei Bern    |
| Schweden      | Svenska Skidförbundet                         | SSF    | Falun            |
| Slowenien     | Smučarska zveza Slovenije                     | SZS    | Ljubljana        |
| Spanien       | Real Federacion Española Deportes de Invierno | RFEDI  | Madrid           |
| Tschechien    | Svaz lyžařů České republiky                   | SLČR   | Prag             |
| Ungarn        | Ski Hungary                                   | MSS    | Budapest         |

## FESA-Veranstaltungen
Die FESA veranstaltet vorwiegend für den Jugend-, Juniorenbereich eine Reihe von Wettkämpfen/Wettkampfserien. Vorrangiges Ziel ist es dabei junge Sportler auf die nächsthöhere Wettkampfebene vorzubereiten. Die FESA-Veranstaltungen können nur von Mitgliedsverbänden ausgerichtet werden. Teilnahmeberechtigt sind Sportler der FESA-Mitgliedsverbände – meist in unbeschränkter Anzahl.

### Skilanglauf-Alpencup
Der Skilanglauf FESA Cup, auch als FESA-FIS–Continentalcup Langlauf (OPA–Coupe Continentale FIS de Ski de Fond) und gelegentlich auch als Alpencup bezeichnet, jedoch nicht mit dem Jugend-Alpencup zu verwechseln, ist Bestandteil der Continentalcup-Wettkampfserien der FIS. Diese sind nach dem Weltcup die zweithöchste Wettkampfserie im Skilanglauf. Seit der Saison 2004/05 werden einzelne Continentalcups für neun Regionen der Welt ausgetragen und vergeben. Teilnahmeberechtigt beim OPA Cup sind Skilangläufer aller der FIS angeschlossenen Skiverbände, aber nur Sportler der Mitgliedsverbände können bei diesen Wettbewerben Punkte sammeln, auf deren Grundlage am Ende der Saison der Gesamtsieger des OPA Cups ermittelt wird. Die Punktvergabe erfolgt gemäß dem FIS-Punktesystem, das auch im Weltcup angewendet wird. Anders als beim Weltcup können die drei schlechtesten Ergebnisse als Streichresultate aus der Gesamtwertung gestrichen werde, wenn mehr als zwölf Wettbewerbe in seiner Saison ausgetragen werden. Die Wettbewerbe werden im Seniorenbereich und U20 für Damen und Herren ausgetragen. Auch bei den Gesamtwertungen, die wie im Weltcup auch für die Disziplinen Distanz und Sprint und die beste Nation ermittelt werden, wird zwischen Senioren und U20 unterschieden. Die Gesamtsieger erhalten jeweils Medaillen. Die Sieger des OPA Cups haben in der nächsten Saison ein Startrecht in der ersten Wettkampfperiode im Weltcup. Auch während einer laufenden Saison haben die im OPA Cup aktuell führenden Athleten das Recht zu Beginn einer neuen Wettkampfperiode im Weltcup zu starten.

### Alpencup Skisprung/Nordische Kombination
Der Alpencup Skisprung/Nordische Kombination wurde erstmals 1977 durchgeführt. Er umfasst Wettkämpfe im Juniorenbereich (U20) jeweils für Skispringen und Nordische Kombination. Die 1. Periode im Alpencup findet im Sommer statt. Die 2. Periode im Alpencup sind die Winter-Wettbewerbe. Die Gesamtsieger werden am Ende der 2. Periode ermittelt. Die Starterquote für OPA-Mitgliedsverbände liegt bei 15 im Skisprung und 18 in der Nordischen Kombination.

### Alpencup Skilanglauf Jugend
Der Alpencup Skilanglauf Jugend ist eine Wettkampfserie für den Bereich U18. Analog zum Continental Cup werden auch hier bei jedem Wettbewerb Punkte vergeben, auf deren Grundlage am Ende der Saison Gesamtsieger für Mädchen und Jungen ermittelt werden, die mit Preisen belohnt werden. Analog zum OPA Continental Cup sind auch beim Alpencup Skilangläufer aller der FIS angeschlossenen Skiverbände startberechtigt, aber nur die Athleten der Mitgliedsverbände kämpfen um den Gesamtsieg bei Alpencup.

### Cup Kurikkala Langlauf (Coupe Kurikkala)
Der Cup Kurikkala kam als Nachwuchsbewerb im Bereich Skilanglauf für die Altersklassen U18 und U20 erstmals im Jahr 1974 zur Austragung und wurde 1984 überarbeitet. Die Bewerbe um den Cup Kurikkala werden jährlich einmal, nach einem festgelegten Turnus jeweils in einem anderen OPA-Skiverband, durchgeführt. Die Resultate der Einzelwettbewerbe werden in Punkte umgerechnet, wobei jemäß FIS-Punktesystem die Zeitrückstände in Punkte umgewandelt werden. Für die Siegerzeit werden 0 Punkte vergeben. Die vom Französischen Skiverband gestiftete Trophäe Cup Kurikkala wird für ein Jahr demjenigen OPA-Skiverband übergeben, welcher mit seiner Mannschaft die niedrigste Gesamt-Punktezahl erreicht.

### Nordische Skispiele der FESA (FESA Games)
Die jährlich stattfindenden Nordischen Skispiele wurden in ihrer heutigen Form erstmals in der Wettkampfsaison 1985/86 ausgetragen. An den in den Sportarten Skilanglauf, Skisprung und Nordische Kombination durchgeführten Wettbewerben sind Athleten der Altersklassen U16 (Schüler) und U18 (Jugend) der FESA-Mitgliedsverbände startberechtigt. Aufgrund des hohen Leistungsstandards des Teilnehmerfeldes besitzen die Nordischen Skispiele als Nachwuchswettkampf einen hohen sportlichen Stellenwert. Im Skisprung und der Nordischen Kombination sind jeweils 6 Starter pro Nation startberechtigt (2 weitere für die austragende Nation), das Teilnehmerfeld im Langlauf ist unlimitiert.
Neben den Einzelwertungen wird eine sportartübergreifende Nationenwertung ermittelt. Der Sieger bekommt einen Wanderpokal verliehen, welcher 1986 vom damaligen Jugoslawischen Skiverband gestiftet wurde.